# Keep It to Yourself
Keep It to Yourself è il primo album in studio del cantante canadese James LaBrie (accreditato come MullMuzzler), pubblicato il 24 agosto 1999 dalla Magna Carta Records.

## Tracce
1. His Voice – 3:43 (Matt Guillory, James LaBrie)
2. Statued – 3:23 (Matt Guillory, James LaBrie)
3. Shores of Avalon – 7:51 (Brendt Allman, Gary Sloyer, Carl Cadden-James, James LaBrie)
4. Beelzebubba – 5:20 (Trent Gardner, James LaBrie)
5. Guardian Angel – 7:27 (Gary Wehrkamp, Carl Cadden-James, James LaBrie)
6. Sacrifice – 5:14 (Brendt Allman, Gary Sloyer, Carl Cadden-James, James LaBrie)
7. Lace – 4:14 (Matt Guillory, James LaBrie)
8. Slow Burn – 6:20 (Brendt Allman, Gary Sloyer, Carl Cadden-James, James LaBrie)
9. As a Man Thinks – 8:11 (Trent Gardner, James LaBrie)

## Formazione
Musicisti
- James LaBrie – voce, cori
- Matt Guillory – tastiera, pianoforte
- Mike Mangini – batteria
- Mike Keneally – chitarra
- Bryan Beller – basso
- Dave Townsend – sweep-picking (traccia 3)
- Trent Gardner – tastiera, trombone e programmazione (tracce 4 e 9), voce narrante (traccia 9)
- Michael Stewart – tromba e sassofono contralto (traccia 4)
- Wayne Gardner – trascrizione corno (traccia 9)
- Greg Critchley – batteria (traccia 9)
- Mark Shannon – basso e basso fretless (traccia 9)

Produzione
- James LaBrie – produzione
- Terry Brown – missaggio, ingegneria del suono
- T. J. Helmerich – ingegneria del suono
- Ken Lee – mastering